# Copa del Rey de baloncesto 2005
La 69.ª edición de la Copa del Rey de baloncesto se disputó en el Pabellón Príncipe Felipe de Zaragoza desde el 17 al 20 de febrero de 2005.
Los equipos participantes fueron: Unicaja Málaga, Real Madrid, TAU Cerámica, Pamesa Valencia, Gran Canaria, Winterthur Barcelona, Etosa Alicante y Adecco Estudiantes.

## Cuadro de partidos
|  | Cuartos de final              | Cuartos de final              |                |                      | Semifinales   | Semifinales   |  |         | Final         | Final         |  |
|  | 17 de febrero y 18 de febrero | 17 de febrero y 18 de febrero |                |                      | 19 de febrero | 19 de febrero |  |         | 20 de febrero | 20 de febrero |  |
|  |                               |                               |                |                      |               |               |  |         |               |               |  |
|  |                               |                               |                |                      |               |               |  |         |               |               |  |
|  | C. B. Alicante                | 62                            |                |                      |               |               |  |         |               |               |  |
|  | C. B. Alicante                | 62                            |                |                      |               |               |  |         |               |               |  |
|  | Unicaja                       | 79                            |                |                      |               |               |  |         |               |               |  |
|  | Unicaja                       | 79                            |                | Unicaja              | 90            |               |  |         |               |               |  |
|  |                               |                               |                | Unicaja              | 90            |               |  |         |               |               |  |
|  |                               |                               | Valencia B. C. | 82                   |               |               |  |         |               |               |  |
|  | F. C. Barcelona               | 76                            | Valencia B. C. | 82                   |               |               |  |         |               |               |  |
|  | F. C. Barcelona               | 76                            |                |                      |               |               |  |         |               |               |  |
|  | Valencia B. C.                | 83                            |                |                      |               |               |  |         |               |               |  |
|  | Valencia B. C.                | 83                            |                |                      |               |               |  | Unicaja | 80            |               |  |
|  |                               |                               |                |                      |               |               |  | Unicaja | 80            |               |  |
|  |                               |                               | Real Madrid    | 76                   |               |               |  |         |               |               |  |
|  | C. D. Saski Baskonia          | 77                            | Real Madrid    | 76                   |               |               |  |         |               |               |  |
|  | C. D. Saski Baskonia          | 77                            |                |                      |               |               |  |         |               |               |  |
|  | C. B. Gran Canaria            | 75                            |                |                      |               |               |  |         |               |               |  |
|  | C. B. Gran Canaria            | 75                            |                | C. D. Saski Baskonia | 77            |               |  |         |               |               |  |
|  |                               |                               |                | C. D. Saski Baskonia | 77            |               |  |         |               |               |  |
|  |                               |                               | Real Madrid    | 80                   |               |               |  |         |               |               |  |
|  | Real Madrid                   | 86                            | Real Madrid    | 80                   |               |               |  |         |               |               |  |
|  | Real Madrid                   | 86                            |                |                      |               |               |  |         |               |               |  |
|  | C. B. Estudiantes             | 76                            |                |                      |               |               |  |         |               |               |  |
|  | C. B. Estudiantes             | 76                            |                |                      |               |               |  |         |               |               |  |
|  |                               |                               |                |                      |               |               |  |         |               |               |  |

## Cuartos de final
| 17 de febrero | Etosa Alicante                                | 62–79                                 | Unicaja                                    | |  |
| 18:00 GTM+1   | Parciales: 18-23, 11-19, 17-23, 16-14         | Parciales: 18-23, 11-19, 17-23, 16-14 | Parciales: 18-23, 11-19, 17-23, 16-14      | |  |
|               | Estadísticas Lewis 22 de Miguel 8 Hernández 2 | Reporte Pts Reb Asts                  | Estadísticas Herrmann 17 Tabak 7 Sánchez 7 | Pabellón: Pabellón Príncipe Felipe, Zaragoza Asistencia: 8,900 espectadores Árbitros: Juan Carlos Arteaga, M.A. Pérez Pérez, Oscar Perea |  |

| 17 de febrero | Winterthur FC Barcelona                                      | 76–83                                 | Pamesa Valencia                                      | |  |
| 20:15 GTM+1   | Parciales: 21-20, 17-24, 17-18, 21-21                        | Parciales: 21-20, 17-24, 17-18, 21-21 | Parciales: 21-20, 17-24, 17-18, 21-21                | |  |
|               | Estadísticas Navarro 26 Davis, Žižić 5 de la Fuente, Fučka 3 | Reporte Pts Reb Asts                  | Estadísticas Rakočević 23 Oberto 11 tres jugadores 3 | Pabellón: Pabellón Príncipe Felipe, Zaragoza Asistencia: 8,900 espectadores Árbitros: Eduardo Sancha, Fco. De La Maza, José Javier Murgui |  |

| 18 de febrero | TAU Cerámica                                                 | 77–75                                 | Gran Canaria Grupo Dunas                         | |  |
| 18:00 GTM+1   | Parciales: 23-14, 15-21, 18-23, 21-17                        | Parciales: 23-14, 15-21, 18-23, 21-17 | Parciales: 23-14, 15-21, 18-23, 21-17            | |  |
|               | Estadísticas Calderón, Macijauskas 18 Scola 10 Macijauskas 6 | Reporte Pts Reb Asts                  | Estadísticas Keys, McDonald 16 Savané 8 Savané 4 | Pabellón: Pabellón Príncipe Felipe, Zaragoza Asistencia: 9,700 espectadores Árbitros: Juan Carlos Mitjana, J.R. García Ortiz, Antonio Conde |  |

| 18 de febrero | Real Madrid                                        | 86–76                                 | Adecco Estudiantes                        | |  |
| 20:15 GTM+1   | Parciales: 26-20, 11-24, 24-18, 25-14              | Parciales: 26-20, 11-24, 24-18, 25-14 | Parciales: 26-20, 11-24, 24-18, 25-14     | |  |
|               | Estadísticas Bullock 23 Fotsis 10 Bennett, Sonko 4 | Reporte Pts Reb Asts                  | Estadísticas Jiménez 13 Garcés 11 Jasen 3 | Pabellón: Pabellón Príncipe Felipe, Zaragoza Asistencia: 10,644 espectadores Árbitros: Mateo Ramos, J.A. Martín Bertrán, Daniel Hierrezuelo |  |

## Semifinales
| 19 de febrero | Pamesa Valencia                                   | 82–90                                 | Unicaja                                         | |  |
| 17:00 GTM+1   | Parciales: 19-20, 28-19, 17-19, 18-32             | Parciales: 19-20, 28-19, 17-19, 18-32 | Parciales: 19-20, 28-19, 17-19, 18-32           | |  |
|               | Estadísticas Rakočević 27 Tomašević 9 Rakočević 4 | Reporte Pts Reb Asts                  | Estadísticas Herrmann 30 Garbajosa 10 Cabezas 3 | Pabellón: Pabellón Príncipe Felipe, Zaragoza Asistencia: 10,644 espectadores Árbitros: Mateo Ramos, Fco. De La Maza, Oscar Perea |  |

| 19 de febrero | TAU Cerámica                             | 77–80                                 | Real Madrid                                | |  |
| 19:30 GTM+1   | Parciales: 23-23, 13-22, 22-12, 19-23    | Parciales: 23-23, 13-22, 22-12, 19-23 | Parciales: 23-23, 13-22, 22-12, 19-23      | |  |
|               | Estadísticas Scola 20 Dávid 8 Calderón 5 | Reporte Pts Reb Asts                  | Estadísticas Bullock 20 Burke 10 Bullock 4 | Pabellón: Pabellón Príncipe Felipe, Zaragoza Asistencia: 10,644 espectadores Árbitros: Juan Carlos Mitjana, Daniel Hierrezuelo, Antonio Conde |  |

## Final
| 20 de febrero | Unicaja Málaga                                            | 80–76                                 | Real Madrid                                         | |  |
| 19:30 GTM+1   | Parciales: 23-14, 17-20, 13-18, 27-24                     | Parciales: 23-14, 17-20, 13-18, 27-24 | Parciales: 23-14, 17-20, 13-18, 27-24               | |  |
|               | Estadísticas Garbajosa, Bremer 17 Garbajosa 5 Garbajosa 4 | Reporte Pts Reb Asts                  | Estadísticas Bullock 28 Gelabale 6 Sonko, Bullock 2 | Pabellón: Pabellón Príncipe Felipe, Zaragoza Asistencia: 10,644 espectadores Árbitros: J.A. Martín Bertrán, Juan Carlos Arteaga, M.A. Pérez Pérez |  |

| Campeones de la Copa del Rey 2005 |
| --------------------------------- |
| Unicaja Málaga 1er título         |

## MVP de la Copa
- Jorge Garbajosa